# 山崎宿

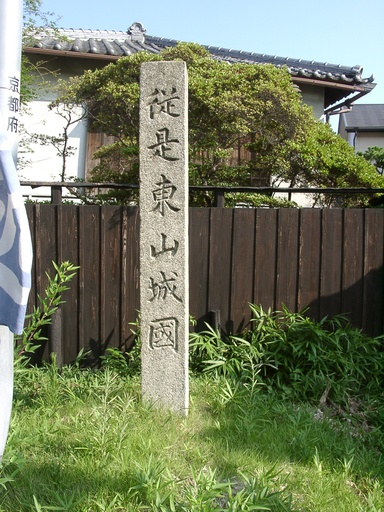
離宮八幡宮の近くにある、山城と摂津の国境の碑（京都・大阪府境）。

山崎宿（やまざきしゅく）は、山陽道西国街道の摂津国と山城国の境に位置した宿場町。堺と同様の自治都市で、山崎の戦い時には明智側、豊臣側双方から市街での戦闘を避けるよう協定がなされていた。
山陽道のみならず丹波街道の起点でもあり、古くは淀川対岸まで山崎橋がかかり、外国使節などが到着する港があったとされる。また、嵯峨天皇はこの地に離宮を設け、貞観3年6月7日（861年7月18日）にその施設が山城国の施設として転用されることになり、国府が山崎に移転した（『日本三代実録』）。
現在、関大明神社や離宮八幡宮、山崎駅（鉄道のそれとは無関係）の遺構などが残る。
廃藩置県時、山崎の地名を大阪府・京都府のどちらが継承するかが争われ、大阪側に山崎村、京都側に大山崎村が成立した。